# Groupe musulman algérien indépendant
Ne doit pas être confondu avec Groupe musulman algérien.
Le groupe musulman algérien indépendant (MAI) est un ancien rassemblement parlementaire français ayant existé au Conseil de la République entre 1946 et 1948.
Groupe le moins nombreux de la chambre avec celui de l’Union démocratique du Manifeste algérien avec seulement quatre adhérents, il rassemble des conseillers de la République élus lors du premier triennat de la chambre haute. Il est rattaché au groupe des républicains indépendants à partir de 1947.

## Historique
Le groupe musulman algérien indépendant (MAI) est officiellement fondé au Conseil de la République le 26 décembre 1946 par quatre membres de la chambre haute du Parlement. Il est apparenté au groupe des républicains indépendants à partir du 7 mai 1947,.
Alors que la session ordinaire est interrompue le 26 septembre pour ne reprendre que le 16 novembre 1948, après un renouvellement intégral du Conseil, le groupe musulman algérien indépendant n’apparaît plus dans les nouvelles listes électorales des membres des groupes politiques remises au président du Conseil de la République le 23 novembre suivant,,.

## Organisation

### Présidence
| Président                 | Triennat  | Mandat                              | Autre fonction exercée simultanément |
| ------------------------- | --------- | ----------------------------------- | --- |
| Mohamed Salah Bendjelloul | 1946-1948 | 26 décembre 1946 — 22 janvier 1947  | Conseiller général de Constantine (à partir de 1931) Conseiller de la République (1946-1948), élu dans la circonscription de Constantine                                                                                       |
| Abdelkader Saïah          | 1946-1948 | 22 janvier 1947 — 26 septembre 1948 | Conseiller municipal d’Orléansville (à partir de 1935) Conseiller général d’Alger (à partir de 1937), élu dans la 7e circonscription Conseiller de la République (1946-1948), élu dans la circonscription d’Alger (2e collège) |

### Affiliations au groupe
Initialement, les adhésions partisanes personnelles font l’objet d’une publication au Journal officiel au sens d’une motion adoptée par le Conseil de la République le 24 décembre 1946 qui permet d’établir une commission du règlement proportionnellement au poids politique de chaque groupe de la chambre. 
| Date             | Composition du groupe | Composition du groupe | Liste détaillée                                                                     |
| Date             | Type                  | Nombre                | Liste détaillée                                                                     |
| ---------------- | --------------------- | --------------------- | ----------------------------------------------------------------------------------- |
| 26 décembre 1946 | Adhésion pleine       | 4                     | Mohamed Salah Bendjelloul, Abdelmadjid Ourabah, Abdelkader Saïah et Chérif Sid Cara |

## Chronologie
| Triennat  | Création         | Intitulé de groupe                   | Intitulé de groupe | Adhésion à un autre groupe | Adhésion à un autre groupe           | Composition | Composition | Composition | Position | Position |
| Triennat  | Création         | Dénomination                         | Abréviation        | Type                       | Groupe relié                         | Membres     | Apparentés  | Rattachés   | Poids    | Rang     |
| --------- | ---------------- | ------------------------------------ | ------------------ | -------------------------- | ------------------------------------ | ----------- | ----------- | ----------- | -------- | -------- |
| 1946-1948 | 26 décembre 1946 | Groupe musulman algérien indépendant | MAI                |                            |                                      | 4           | 0           | 0           | 4 / 260  | 7e       |
| 1946-1948 | 7 mai 1947       | Groupe musulman algérien indépendant | MAI                | Rattachement administratif | Groupe des républicains indépendants | 4           | 0           | 0           | 4 / 302  | 9e       |